# Never Let It Go
Never Let It Go – utwór szwedzkiego zespołu muzycznego Afro-dite, napisany przez Marcosa Ubedę, nagrany oraz wydany w 2002 roku i zamieszczony na debiutanckim albumie studyjnym formacji pod tym samym tytułem. Producentami singlami zostali Ubeda i Lars Diedricson.
W grudniu 2001 roku utwór został zakwalifikowany do stawki konkursowej ogólnokrajowego festiwalu Melodifestivalen. W styczniu kolejnego roku zespół zaprezentował go w drugim półfinale konkursu, otrzymując awans do finału, w którym ostatecznie zajął pierwsze miejsce, otrzymując w sumie 248 punktów (sędziowie przyznali mu 116 punktów, a 162 612 głosów oddanych na niego przez telewidzów przeliczono na 132 punkty w rankingu) oraz tytuł konkursowej propozycji Szwecję podczas 47. Konkursu Piosenki Eurowizji, zorganizowanego 25 maja w Tallinnie.
Przed finałem imprezy piosenka zespołu była jednym z faworytów bukmacherów do zajęcia pierwszego miejsca, ostatecznie zajęła 8. miejsce w końcowej klasyfikacji, zdobywając łącznie 72 punkty, w tym maksymalną notę 12 punktów od telewidzów z Bośni i Hercegowiny. Podczas występu wokalistkom towarzyszył chórek w składzie: Emma Holmberg, Michael Blomqvist i Therese Löf.

## Lista utworów
CD Maxi-single
1. „Never Let It Go” (Original Version) – 3:02
2. „Never Let It Go” (Grooveconstructors Club Mix) – 6:44
3. „Never Let It Go” (Grooveconstructors Radio Edit) – 3:31
4. „Never Let It Go” (SoundFactory Club Anthem) – 7:01
5. „Never Let It Go” (SoundFactory N.Y. Dub) – 7:01